# Cannibal Ferox
Pour les articles homonymes, voir Cannibal.
Pour plus de détails, voir Fiche technique et Distribution.
Cannibal Ferox ou Terreur Cannibale est un film gore italien écrit et réalisé par Umberto Lenzi, sorti en 1981.

## Synopsis
Des étudiants en anthropologie se rendent en Amazonie pour démentir les rumeurs de tribus cannibales. Sur place, ils rencontrent Mike et Joe, deux Américains trafiquants d'émeraudes et de cocaïne, ayant réduit des indigènes à l'esclavage. À la suite du mauvais traitement des indigènes par les trafiquants, du viol et du meurtre d'une jeune fille de la tribu ainsi que d'autres tortures infligées à leur peuple, les indigènes se révoltent contre leurs tortionnaires. Ces derniers vont être soumis aux pires outrages.

## Fiche technique
- Titre original : Cannibal Ferox ou Terreur Cannibale
- Réalisation : Umberto Lenzi
- Scénario : Umberto Lenzi
- Décors : Giuseppe Bassan
- Costumes : Giuseppe Bassan
- Maquillages : Giuseppe Ferranti
- Photographie : Giovanni Bergamini
- Montage : Enzo Meniconi
- Musique : Roberto Donati et Fiamma Maglione
- Production : Mino Loy et Luciano Martino
- Sociétés de production : Dania Film, Medusa Produzione et National Cinematografica
- Sociétés de Distribution : Replay Video, Commodore Films (France), Aquarius Releasing (États-Unis), Grindhouse Releasing (2000)
- Pays d'origine : Italie
- Langue originale : italien
- Format : couleur — 35 mm,  Spherical
- Dates de sortie :
  -  Italie : 24 avril 1981
  -  France : 16 juin 1982
- Film interdit aux moins de 18 ans lors de sa sortie en salles.

## Distribution
- Giovanni Lombardo Radice (VF : Vincent Violette) : Mike Logan (crédité sous John Morghen)
- Lorraine De Selle : Gloria Davis
- Robert Kerman : Lieutenant Rizzo
- Venantino Venantini : Sergent Ross
- Danilo Mattei (VF : Patrick Poivey) : Rudy Davis (crédité Bryan Redford)
- Zora Kerova : Pat Johnson (créditée Zora Kerowa)
- Walter Lucchini : Joe Costolani (crédité Walter Lloyd)
- Dominic Raacke : Tim Barett (non crédité)
- Perry Pirkanen : Paul (non crédité)

## Les films gore
Le film sort au début des années 1980 avec la vague de films de cannibales tels que La secte des cannibales puis Cannibal Holocaust réalisé par l'Italien Ruggero Deodato qui s'inspire fortement d'Umberto Lenzi, étant le précurseur des films de cannibales avec Cannibalis au pays de l'exorcisme en 1972. Il n'est donc pas étonnant de constater que, dans les années 1980, de nombreux cinéastes italiens se convertissent dans le cinéma d'horreur. Le film est l'un des plus violents à avoir jamais été réalisés et provocateur et contrairement à Cannibal Holocaust, le film a été censuré dans au moins trente-et-un pays et n'est pas à message.

Nettement plus scénarisé que les autres films de cannibales, le scénario de Cannibal Ferox offre la possibilité d'évoluer dans deux histoires parallèles l'une en Amazonie et l'autre à New York, le film nous explique de façon logique qu'il n'y a jamais eu de cannibalisme en Amérique du Sud et que la violence n'engendre que la violence, la consommation d'organes humains chez les indigènes étant un rituel de guerre, où l'on mange les organes des ennemis défunts, cela nous renvoie à une réalité anthropologique plus exacte.

## Scènes « cultes »
- La pendaison réaliste de Pat par les seins.
- La castration de Mike en gros plan.
- La découpe du crâne de Mike.

## Exploitation

### Les différents titres
Ce film a connu énormément de noms différents, selon les pays, les époques et le distributeur.
- Make Them Die Slowly (États-Unis)
- Woman From Deep River (Australie)
- Die Rache der Kannibalen (Allemagne)

### Interdictions
- Interdiction totale dans 31 pays. Jusqu'en 2002 le film n'était autorisé de diffusion qu'en Inde puis l'autorisation s'est étendue.
- -18 ans (Canada Québec, Allemagne) ; -16 (France, Pays-Bas), (USA :Not Rated), version cut